# Noireau
Der Noireau ist ein Fluss in Frankreich, der in der Region Normandie verläuft. Er entspringt im Gemeindegebiet von Saint-Christophe-de-Chaulieu, entwässert generell Richtung Nordost und mündet nach rund 43 Kilometern bei Pont-d’Ouilly, an der Gemeindegrenze zu Ménil-Hubert-sur-Orne als linker Nebenfluss in die Orne. Auf seinem Weg durchquert der Noireau zunächst das Département Orne, erreicht bei Condé-sur-Noireau das benachbarte Département Calvados und folgt dem Grenzverlauf bis zu seiner Mündung.

## Orte am Fluss
(Reihenfolge in Fließrichtung)
- Tinchebray
- Montsecret, Gemeinde Montsecret-Clairefougère
- Cerisy-Belle-Étoile
- Saint-Pierre-du-Regard
- Condé-sur-Noireau
- Pont-d’Ouilly